# Il collezionista di occhi
(Slogan promozionale)
Il collezionista di occhi (See No Evil) è un film horror del 2006 diretto da Gregory Dark. Il film è uscito negli USA il 19 maggio 2006, mentre in Italia il 28 luglio 2006. Nel 2014 esce il sequel del film, Il collezionista di occhi 2, che vede ancora una volta Glenn "Kane" Jacobs nel cast.

## Trama
In un edificio in rovina, una volta sede del Blackwell Hotel, vive Jacob Goodnight, un maniaco sessuale ed omicida, probabilmente affetto da acromegalia un uomo gigantesco alto 200 cm, pesante circa 140 kg con una forza sovrumana. A causa della malattia Jacob è stato rifiutato dalla società e vive di efferati omicidi, con cui ha l'abitudine di estrarre gli occhi delle vittime e di metterli in recipienti di vetro.
Alcuni giovani, detenuti per avere commesso piccoli crimini, sono costretti a eseguire dei lavori di utilità sociale: in cambio di una riduzione della pena, hanno l'incarico di ripulire in parte l'albergo. I ragazzi vengono accompagnati nell'edificio cadente da un poliziotto, che quattro anni prima ha sparato a Jacob alla testa, non prima che il folle omicida gli troncasse un braccio con un'accetta.
Dopo che il serial killer rapisce uno dei ragazzi, inizia un efferato confronto che vede contrapposti i ragazzi e il maniaco.
Jacob ucciderà la stragrande maggioranza dei ragazzi insieme al detective e la donna che li scortavano. Dopo aver rapito Kira, l'assassino è titubante se ucciderla o meno. Arriva poi la madre, che si rivela essere la proprietaria dell'hotel. In realtà Jacob è condizionato dalla madre: egli di per sé non avrebbe mai ucciso, se non fosse stato umiliato, deriso e imprigionato in una gabbia per non aver rispettato i dieci comandamenti della madre. Ella ha organizzato di far venire i ragazzi nella struttura per poter uccidere il detective, che anni prima colpì Jacob alla testa. Jacob decide di uccidere la madre e di risparmiare Kira, che, insieme all'intervento di Christine e poi di Michael, riesce ad uccidere il mostro, uscendo dall'hotel e da quell'incubo orrendo.

## Accoglienza e distribuzione
In Italia il film è stato presentato in anteprima nazionale al Festival del Cinema di Roma, dove a promuoverlo era presente Glenn Jacobs.
In Italia il film è stato distribuito in meno di 20 sale di proiezione.
Il film è stato prodotto con una spesa preventiva di 8000000 $, guadagnando globalmente 15.003.884. $, di cui 4581233 $ negli USA e 753944 € in Italia.
A causa dello scarso successo ottenuto nei cinema, in molti paesi, il film è stato distribuito direttamente nel mercato home video.

## Colonna sonora
1. David Banner - X'ed
2. Slipknot - Me Inside
3. Cass Fox - Army of One
4. Korn - Alone I Break
5. Cannibal Corpse - Starring Through The Eyes of The Dead
6. Rammstein - Mein Teil
7. Burning Mary - My Deliverance
8. American Pearl - Free Your Mind
9. Nuclear Assault - Living Hell
10. Jello Biafra - The Green Wedge
11. Creed - One Last Breath